# Крилач Володимир Михайлович
Володимир Михайлович Крилач (15 грудня 1924 — ?) — український радянський діяч, начальник комбінату «Вінницькпромбуд» Вінницької області. Депутат Верховної Ради УРСР 10-го скликання.

## Біографія
З 1943 року працював у будівельних організаціях Полтавської, Львівської, Закарпатської областей.
У 1950—1960 роках — майстер, виконроб, начальник будівельно-монтажного поїзда Міністерства шляхів СРСР.
Освіта вища. Закінчив Дніпропетровський інститут інженерів залізничного транспорту.
Член КПРС з 1953 року.
У 1960—1964 роках — начальник будівельного управління Тернопільського тресту «Цукробуд».
У 1964—1973 роках — керуючий тресту «Вінницьксільбуд» Вінницької області.
У 1973 — середині 1980-х років — начальник комбінату «Вінницькпромбуд» Вінницької області.
Потім — на пенсії в місті Вінниці.